# Quincy Malekani
Quincy Malekani (Ndola, 15 marzo 1995) è una velocista zambiana.

## Biografia
Veste per la prima volta la maglia della nazionale sudafricana nel 2018, quando prende parte ai Giochi del Commonwealth di Gold Coast raggiungendo la semifinale dei 400 metri piani, ma non riuscendo ad approdare in finale. Lo stesso anno conquista la medaglia di bronzo nella staffetta 4×400 metri ai campionati africani di Asaba, dove inoltre raggiunge l'ottava posizione nella classifica dei 400 metri piani.
Nel 2022 partecipa ai campionati africani di Saint-Pierre, classificandosi sesta e quinta rispettivamente nei 100 metri piani e nei 200 metri piani, e riuscendo a raggiungere la finale della staffetta 4×100 metri, dove però la squadra sudafricana non riesce a portare a termine la gara.
Nel 2024 conquista la medaglia d'argento della staffetta 4×400 metri ai Giochi panafricani di Accra insieme a Niddy Mingilishi, Abygirl Sepiso e Rhoda Njobvu, che fanno registrare il nuovo record nazionale sudafricano; inoltre si classifica quinta nei 400 metri piani. A distanza di due mesi scende in pista con la squadra della staffetta 4×400 metri alle World Athletics Relays di Nassau, dove la squadra sudafricana chiude la gara nelle batterie di ripescaggio per la qualificazione olimpica. Ai campionati africani di atletica leggera di Douala 2024 conquista la medaglia d'argento nei 400 metri piani e, insieme a Rhoda Njobvu, Niddy Mingilishi e Abygirl Sepiso, anche nella staffetta 4×400 metri.

## Record nazionali
- Staffetta 4×400 metri: 3'31"85 ( Accra, 22 marzo 2024)

## Progressione

### 100 metri piani
| Stagione | Tempo            | Luogo        | Data      | Rank. Mond. |
| -------- | ---------------- | ------------ | --------- | ----------- |
| 2023     | 11"55 (+1,2 m/s) | Gaborone     | 25-3-2023 |             |
| 2022     | 11"32 (+0,1 m/s) | Saint-Pierre | 8-6-2022  |             |
| 2020     | 11"57 (+0,5 m/s) | Lusaka       | 7-3-2020  |             |
| 2017     | 11"90 (+1,1 m/s) | Lusaka       | 8-4-2017  |             |
| 2016     | 11"85 (+0,1 m/s) | Lusaka       | 20-2-2016 |             |

### 200 metri piani
| Stagione | Tempo            | Luogo            | Data      | Rank. Mond. |
| -------- | ---------------- | ---------------- | --------- | ----------- |
| 2023     | 23"48 (+1,6 m/s) | Gaborone         | 25-3-2023 |             |
| 2022     | 23"63 (+0,4 m/s) | Saint-Pierre     | 12-6-2022 |             |
| 2020     | 24"65 (+0,8 m/s) | Ndola            | 22-2-2020 |             |
| 2019     | 23"65 (-0,6 m/s) | Lusaka           | 23-2-2019 |             |
| 2018     | 23"61 (+0,9 m/s) | La Roche-sur-Yon | 29-6-2018 |             |
| 2017     | 23"93 (+2,0 m/s) | Lusaka           | 8-4-2017  |             |

### 400 metri piani
| Stagione | Tempo | Luogo    | Data       | Rank. Mond. |
| -------- | ----- | -------- | ---------- | ----------- |
| 2024     | 51"56 | Douala   | 23-6-2024  |             |
| 2021     | 54"86 | Lusaka   | 20-3-2021  |             |
| 2019     | 53"72 | Lusaka   | 23-2-2019  |             |
| 2018     | 52"04 | Gaborone | 29-4-2018  |             |
| 2017     | 55"10 | Lusaka   | 22-12-2017 |             |

## Palmarès
| Anno | Manifestazione          | Sede         | Evento            | Risultato   | Prestazione      | Note             |
| ---- | ----------------------- | ------------ | ----------------- | ----------- | ---------------- | ---------------- |
| 2018 | Giochi del Commonwealth | Gold Coast   | 400 m piani       | Semifinale  | 54"36            |                  |
| 2018 | Campionati africani     | Asaba        | 400 m piani       | 8ª          | 54"10(unc)       |                  |
| 2018 | Campionati africani     | Asaba        | Staffetta 4×400 m | Bronzo      | 3'38"18(unc)     |                  |
| 2022 | Campionati africani     | Saint-Pierre | 100 m piani       | 6ª          | 11"30 (+4,0 m/s) | w                |
| 2022 | Campionati africani     | Saint-Pierre | 200 m piani       | 5ª          | 23"63 (+0,4 m/s) |                  |
| 2022 | Campionati africani     | Saint-Pierre | Staffetta 4×100 m | Finale      | dnf              |                  |
| 2024 | Giochi panafricani      | Accra        | 400 m piani       | 5ª          | 51"98            |                  |
| 2024 | Giochi panafricani      | Accra        | Staffetta 4×400 m | Argento     | 3'31"85          | Record nazionale |
| 2024 | World Athletics Relays  | Nassau       | Staffetta 4×400 m | Ripescaggio | 3'34"55          |                  |
| 2024 | Campionati africani     | Douala       | 400 m piani       | Argento     | 51"56            |                  |
| 2024 | Campionati africani     | Douala       | Staffetta 4×400 m | Argento     | 3'32"18          |                  |